# Sennyo-ji

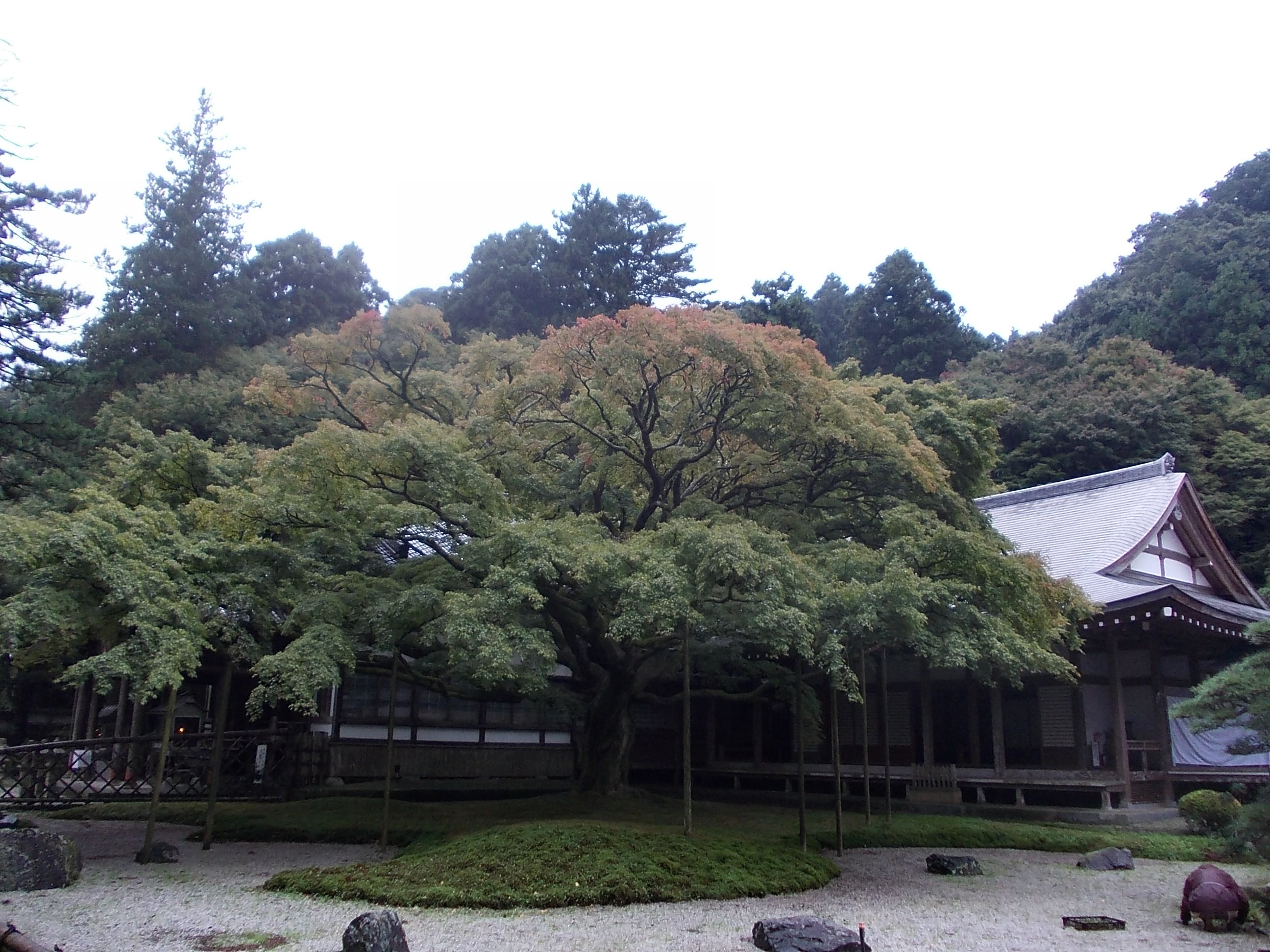
Les grands érables de Sennyo-ji

Le Sennyo-ji (千如寺) est temple bouddhiste de Shingon à Itoshima, Préfecture de Fukuoka, au Japon. Son préfixe sangō honoraire est Sennyo-ji Daihiō-in (千如寺大悲王院). Il est également appelé Raizan Kannon (雷山観音).
Selon la légende, Sennyo-ji a été fondé dans la période Nara par Seiga, qui est venu d'Inde comme un prêtre pendant la période. 
En raison de sa position dans le nord surplombant la mer de Genkai, on attend du shogunate comme un temple de prière de la ligne principale contre les invasions mongoles du Japon pendant la période Kamakura. Dans son apogée a été dit être aligné à 300 habitants de prêtres autour du temple. Sennyo-ji est un terme général de ce temple, et il est également désigné comme le logis du prêtre qui était situé à côté du sanctuaire du milieu, le site actuel de Ikazuchi-jinja. La statue Avalokiteśvara en bois est le sujet de la foi montagneuse qui a été consacrée dans la salle principale.
Par la suite, les quartiers du prêtre ont été ruinés pendant la longue guerre entre les périodes de Muromachi et de Sengoku, il n'y a plus que la loge du prêtre. En 1573, cependant, la salle principale a été fondée par Kuroda Tsugutaka, le 6ème seigneur féodal du clan Kuroda. Les grands érables, qui a été désigné comme un monument naturel de la préfecture de Fukuoka, ont été plantés par lui.
Le mont Rai a deux sanctuaires, l'un au milieu de la montagne et l'autre à son apogée. Le sanctuaire du milieu a été fondé en l'honneur de l'empereur Suinin qu'il est classiquement considéré comme ayant régné de 29 av. J.-C. à 70 ap. J.-C.
Les deux sanctuaires ont été gouvernés par le temple jusqu'à la période Edo. Cependant, la loge du prêtre dans le sanctuaire du milieu a été aboli par la séparation du shinto du bouddhisme, introduite après la restauration Meiji. Les biens culturels, tels que les statues de Bouddha, y compris le Bouddha principal et les documents anciens, ont été transférés dans la salle principale.
Le temple est également connu pour être un endroit idéal pour faire des hanami au printemps, et de nombreuses personnes se rendent à l'automne pour voir le feuillage d'automne. 

## Les biens culturels importants
La statue d'Avalokiteśvara en bois de 4.8 mètres dans la salle principale est l'œuvre de l'Époque de Kamakura.